# Босна и Херцеговина на Зимским олимпијским играма 2002.
Треће учешће Босне и Херцеговине на Зимским олимпијским играма у Солт Лејк Ситију (САД) са двојицом спортиста, који су се такмичили у 1 спорту у 3 дисциплине.
Заставу на свечаном отварању носио је аплски скијаш Енис Бећирбеговић, којем је ово било четврто учешће на Зимским олимпијским играма (1 пут за СФРЈ и 3 пута за БиХ). 
Такмичари Босне и Херцеговине на овим Играма нису освојили ниједну медаљу.

### Спортисти Босне и Херцеговине по дисциплинама
| Спорт          | Мушкарци | Жене | Укупно |
| -------------- | -------- | ---- | ------ |
| Алпско скијање | 2        | 0    | 2      |
| Укупно (1)     | 2        | 0    | 2      |

## Резултати по дисциплинама

### Алпско скијање
| Такмичар          | Дисциплина   | 1. трка | 1. трка | 2. трка               | 2. трка               | Укупно                | Укупно                | Бр. так. |
| Такмичар          | Дисциплина   | Време   | Пласман | Време                 | Пласман               | Време                 | Пласман               | Бр. так. |
| ----------------- | ------------ | ------- | ------- | --------------------- | --------------------- | --------------------- | --------------------- | -------- |
| Тахир Бисић       | Слалом М     | 57,55   | 43      | 1:00,17               | 26                    | 1:57,72               | 29                    | 33 (77)  |
| Тахир Бисић       | Велеслалом М | 1:18,96 | 55      | 1:17,21               | 44                    | 2:36,17               | 44                    | 57 (78)  |
| Енис Бећирбеговић | Велеслалом М | 1:17,56 | 50      | Није завршио 2. вожњу | Није завршио 2. вожњу | Није завршио 2. вожњу | Није завршио 2. вожњу | 57 (78)  |

#### Комбинација М
| Такмичар    | Спуст   | Спуст   | Слалом                | Слалом                | Слалом                | Слалом                | Укупно                | Укупно                | Бр. так. |
| Такмичар    | Време   | Пласман | Време 1               | Пласман               | Време 2               | Пласман               | Ук. време             | Пласман               | Бр. так. |
| ----------- | ------- | ------- | --------------------- | --------------------- | --------------------- | --------------------- | --------------------- | --------------------- | -------- |
| Тахир Бисић | 1:48,68 | 40      | Није завршио 1. вожњу | Није завршио 1. вожњу | Није завршио 1. вожњу | Није завршио 1. вожњу | Није завршио 1. вожњу | Није завршио 1. вожњу | 25 (47)  |